# Chatham Chest

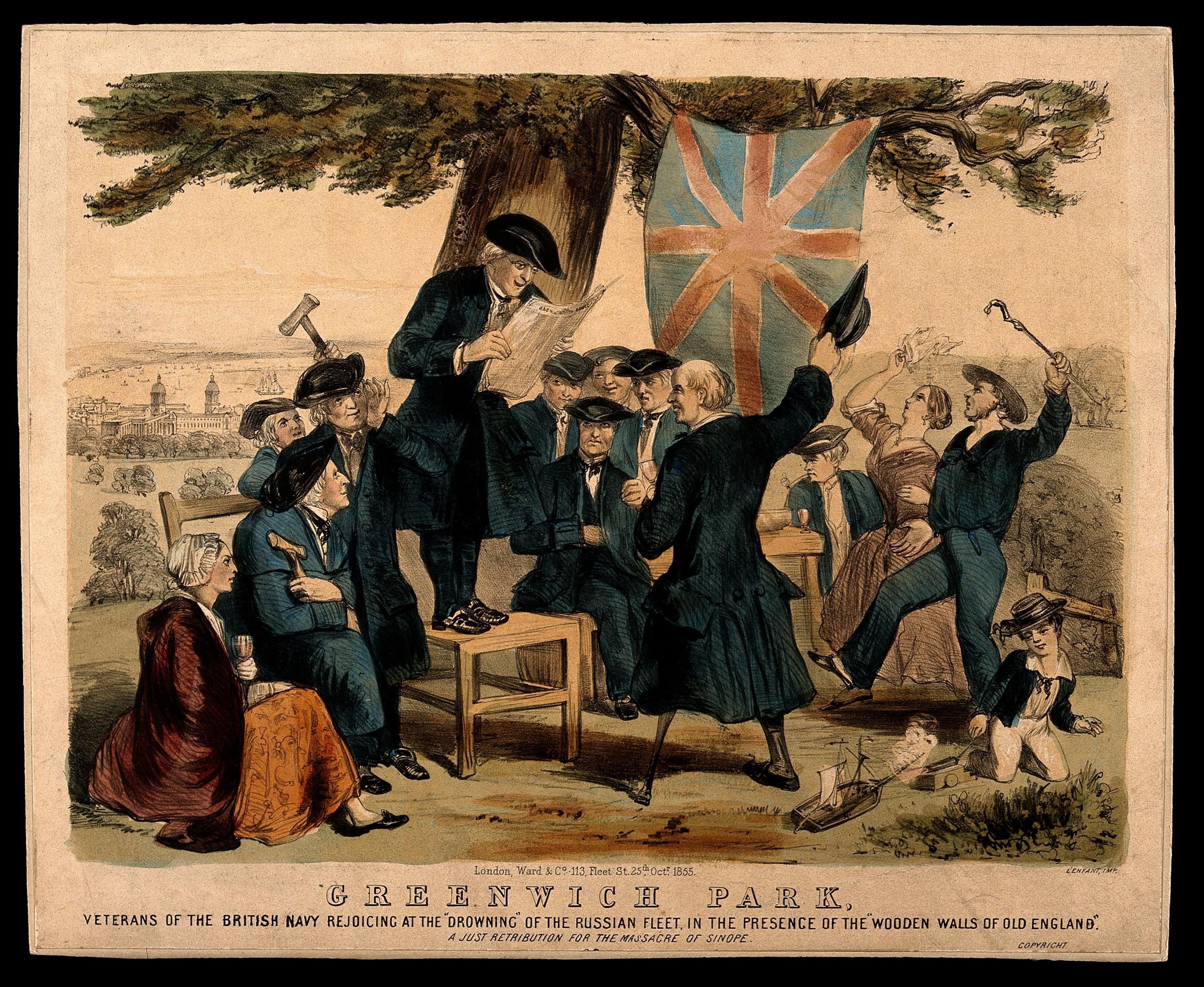
Pensionistes de la Royal Navy, Greenwich Hospital. Litografia de John Burnet, 1855.

El Chatham Chest va ser un fons creat el 1588 per pagar pensions als mariners discapacitats de la Royal Navy. Va estar finançat per les deduccions regulars de la paga dels mariners, que van ser dipositades en un cofre desat a la drassana de Chatham i desemborsat, quan calia, amb la prova de la incapacitat d'un mariner. El fons va deixar d'operar el 1803, quan es va fusionar amb un sistema de pensions equivalent, administrat pel hospital de Greenwich. El Cofre de Chatham ha estat exhibit en el Museu Marítim de Greenwich de Londres i en The Mast House a Chatham Historic Dockyard.

## Origen
Originàriament concebut com una organització benèfica, el Chatham Chest va ser establert després que els mariners que havien estat discapacitats a la guerra contra Espanya van sol·licitar a la Reina Elisabet ajuda per al seu manteniment. El crèdit per la seva fundació pot pertànyer a Lord Charles Howard, Alt Almirall d'Anglaterra, que va promoure el concepte en la cort.
El «Chest» era una caixa forta del ferro amb cinc panys, situat en la drassana de Chatham sota protecció de la divisió de Chatham dels marins britànics. Les claus per al cofre van ser guardades per cinc funcionaris separats per reduir el risc de malversació de fons individual.

## Pagament i tarifes
Els pagaments van ser fets com a deduccions obligatòries de la paga de cada mariner de la Marina Real. De 1594 a 1649, les deduccions es van fixar en 1/30 del salari d'un mariner, equivalent el 1626 a sis penics del pagament mensual de quinze xílings. El 1649 el sou del mariner estàndard es va augmentar a dinou xílings i es va introduir una deducció diferencial, de sis penics al mes per als mariners ordinaris, vuit penics per als cirurgians i deu penics per als capellans.
Les pensions es van concedir en una escala fixa, que anaven des de 6,13 dòlars per any per la pèrdua d'una extremitat a 15 per any per la pèrdua de tots dos braços. A més a més, a cada pensionista se li concedia una suma global immediata, en general igual a un any de pensió, denominada "«diners intel·ligents».

## Dificultats
Durant la seva llarga vida el Chatham Chest va experimentar moltes dificultats. Fins finals del segle xviii, i particularment abans de 1660, els salaris dels mariners sovint eren significativament inferiors a les taxes oficials, mentre que els pagaments al Chatham Chest romanien fixos. A conseqüència d'això es requerien molts de mariners per contribuir amb quantitats superiors a 1/20 del seu salari. Malgrat el mecanisme de cinc funcionaris separats que es requerien per obrir el cofre, grans quantitats de fons van desaparèixer. A més a més, a començaments dels anys 1620, el rei Carles I simplement es va apropiar dels continguts del cofre per al pagament de deutes no relacionats.
El 1660 el nombre de pensionistes havia augmentat durant la Primera Guerra Holandesa i la guerra contra Espanya, però quan la pau va tornar i [els vaixells van ser pagats, els ingressos del Chatham Chest van disminuir dràsticament. El primer expedient adoptat va ser oferir als jubilats la commutació voluntària de les seves pensions, basant-se en dos anys, però, així i tot, el Col·legi va tenir dificultats per a pagar les pensions restants. Samuel Pepys, secretari de les Actes de la Junta de l'Armada, es va interessar molt pels assumptes del Chatham Chest i va informar en el seu diari (18 de juny de 1667) que no hi havia diners per pagar els jubilats "el seu pagament públic el dia 14 d'aquest mes, el que ens donarà un menyspreu del món". Es van aconseguir fons del Tresor i van ser portats amb una barcassa pel Tàmesi a Chatham, i la crisi immediata va ser eliminada.
A partir de 1673 aproximadament, es va acceptar tàcitament que el Govern cobriria l'excés del dèbit sobre els ingressos cada any segons el que es pagués. Aquest principi es va mantenir en vigor, encara que de vegades el Govern s'endarreria en pagar i les pensions es quedaven en espera. Al 1690 hi havia algunes pensions de fins a tres anys pendents. El Chatham Chest també va experimentar un augment substancial en el nombre de pensionistes durant les Guerres Napoleòniques el 1802.

## Fusió
Després d'una llei del parlament el 1803 les funcions del Chatham Chest van ser combinades amb els programes del benestar de l'hospital de Greenwich. La fusió va ser acabada el 1814, i el Chatham Chest físic va ser tret d'ús. Posteriorment va ser exhibit en el Museu Marítim de Greenwich, i en The Mast House a Chatham Historic Dockyard.